# Youth in Film Awards 1979
Die Youth in Film Awards 1979 waren die ersten ihrer Art. Im Rahmen der Youth in Film Awards (heute: Young Artist Awards) werden Filme und Serien bzw. schauspielerische Leistungen geehrt, die ein Jahr zuvor (in diesem Fall die 1978–1979 Jahreszeit) produziert wurden. Die Preisverleihung fand 1979 in Los Angeles (Kalifornien) statt.

## Die Nominierten und Gewinner

### Bester Jugendfilm
Gewinner: A Little Romance (A Little Romance)
Ebenfalls nominiert:
- Vier irre Typen (Breaking Away)
- Der Champ (The Champ)
- The Muppet Movie (The Muppet Movie)
- Nutcracker Fantasy (Nutcracker Fantasy)

### Bester jugendlicher Hauptdarsteller (in einem Spielfilm)
Gewinner: Vier irre Typen (Breaking Away) – Dennis Christopher
Ebenfalls nominiert:
- Rick Schroder – Der Champ (The Champ)
- Thelonious Bernard – A Little Romance (A Little Romance)
- Jeremy Levy – Nicht von schlechten Eltern (Rich Kids)
- Panchito Gómez – Walk Proud (Walk Proud)

### Bester jugendlicher Hauptdarsteller (in einer Daily-Soap)
Gewinner: Meegan King – Zeit der Sehnsucht (Days Of Our Lives)
Ebenfalls nominiert:
- Mikey Martin – Zeit der Sehnsucht (Days Of Our Lives)
- Shawn Campbell – The Doctors (The Doctors)

### Beste jugendliche Hauptdarstellerin (in einer täglichen Seifenoper)
Gewinner: Tracey E. Bregman – Zeit der Sehnsucht (Days Of Our Lives)
Ebenfalls nominiert:
- Natasha Ryan – Zeit der Sehnsucht (Days Of Our Lives)
- Genie Francis – General Hospital (General Hospital)

### Beste jugendliche Hauptdarstellerin (in einem Spielfilm)
Gewinner: Diane Lane – A Little Romance (A Little Romance)
Ebenfalls nominiert:
- Cynthia Smith – Benji's Very Own Christmas Story (Benji's Very Own Christmas Story)
- Patsy Kensit – Das tödliche Dreieck (Hanover Street)
- Brooke Shields – Just You and Me, Kid (Just You and Me, Kid)
- Mariel Hemingway – Manhattan (Manhattan)
- Trini Alvarado – Nicht von schlechten Eltern (Rich Kids)

### Beste Fernsehserie
Gewinner: Eight Is Enough (Eight Is Enough)
Ebenfalls nominiert:
- Diff'rent Strokes (Diff'rent Strokes)
- Unsere kleine Farm (Little House on the Prairie)
- Die Waltons (The Waltons)
- Benji's Very Own Christmas Story (Benji's Very Own Christmas Story)

### Bester jugendlicher Hauptdarsteller (in einer Fernsehserie)
Gewinner: Adam Rich – Eight Is Enough (Eight Is Enough)
Ebenfalls nominiert:
- Noah Hathaway – Kampfstern Galactica (Battlestar Galactica)
- Gary Coleman – Diff'rent Strokes (Diff'rent Strokes)
- Willie Aames – Eight Is Enough (Eight Is Enough)
- Shaun Cassidy – Like Normal People (Like Normal People)

### Beste jugendliche Hauptdarstellerin (in einer Fernsehserie)
Gewinner: Charlene Tilton – Dallas (Dallas)
Ebenfalls nominiert:
- Danielle Brisebois – All in the Family (All in the Family)
- Quinn Cummings – Eine amerikanische Familie (Family)
- Kristy McNichol – Eine amerikanische Familie (Family)
- Melissa Gilbert – Unsere kleine Farm (Little House on the Prairie)

### Bester Musikfilm (Fernsehen oder Kino)
Gewinner: Nutcracker Fantasy (Nutcracker Fantasy)
Ebenfalls nominiert:
- Sha Na Na (Sha Na Na)
- Hair (Hair)
- The Muppet Movie (The Muppet Movie)
- Dornröschen und der Prinz (Sleeping Beauty)

## Spezielle Auszeichnungen
(Gewinner – Auszeichnung – Grund der Auszeichnung)
- Thelonious Bernard – Jackie Coogan Award - A Little Romance (A Little Romance)
- Diane Lane – Sybil Jason Award – A Little Romance (A Little Romance)
- Gary Coleman – Außergewöhnlicher Einsatz für Jugendliche im Showgeschäft

## Ausgezeichnet für ihr Lebenswerk als Kinderstar
- Jane Withers